# Megachoriolaus chemsaki
Megachoriolaus chemsaki är en skalbaggsart som beskrevs av Linsley 1970. Megachoriolaus chemsaki ingår i släktet Megachoriolaus och familjen långhorningar. Inga underarter finns listade i Catalogue of Life.